# ヴィシュヴァカルマン

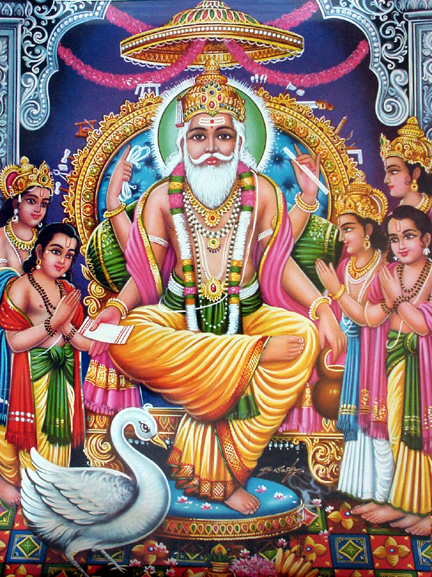
ヴィシュヴァカルマン

ヴィシュヴァカルマン（viśvakarman, 梵: विश्वकर्मा）は、インド神話においてあらゆるものを設計したといわれる神。その意味はサンスクリット語で「全てをなすもの」「全知であるもの」である。仏典では毘首羯摩天・自在天王・工巧天・巧妙天などと漢訳されている。ヴィシュヴァカルマとも呼ばれる。
彼の娘サンジュニャーは太陽神スーリャ（あるいはヴィヴァスヴァット）の妻。
しばしば同様の性格を持つトヴァシュトリ神と混同される場合がある。
現在でも物造りや技術、機械の神様として､インドの各工場で祀られている｡

## リグ・ヴェーダ
『リグ・ヴェーダ』では、あらゆる方角に眼、顔、手、足を持ち、天地を創造した唯一にして万能の神と述べられているが、後の文献ではもっぱら工匠神として活躍する。彼は太陽神スーリャ（ヴィヴァスヴァットとも）の光を削り取って神々の武器を作り出したとされる。

## マハーバーラタ
『マハーバーラタ』においては、ティローッタマーはヴィシュヴァカルマンが創造した特別な天女とされる。

## ラーマーヤナ
『ラーマーヤナ』ではシヴァの弓とヴィシュヌの弓を作ったとパラシュラーマが語っている。
羅刹族の居城であるランカー島の都市の建設はヴィシュヴァカルマンの仕事であり、その壮麗さが繰り返し述べられている。クベーラ神に与えられ、後に羅刹王ラーヴァナの手に落ちた天を翔る戦車プシュパカ・ラタや、聖仙アガステャから英雄ラーマに授けられた黄金弓ブラフマダッタもヴィシュヴァカルマンの作とされる。

## ヴィシュヴァカルマンを扱った画像

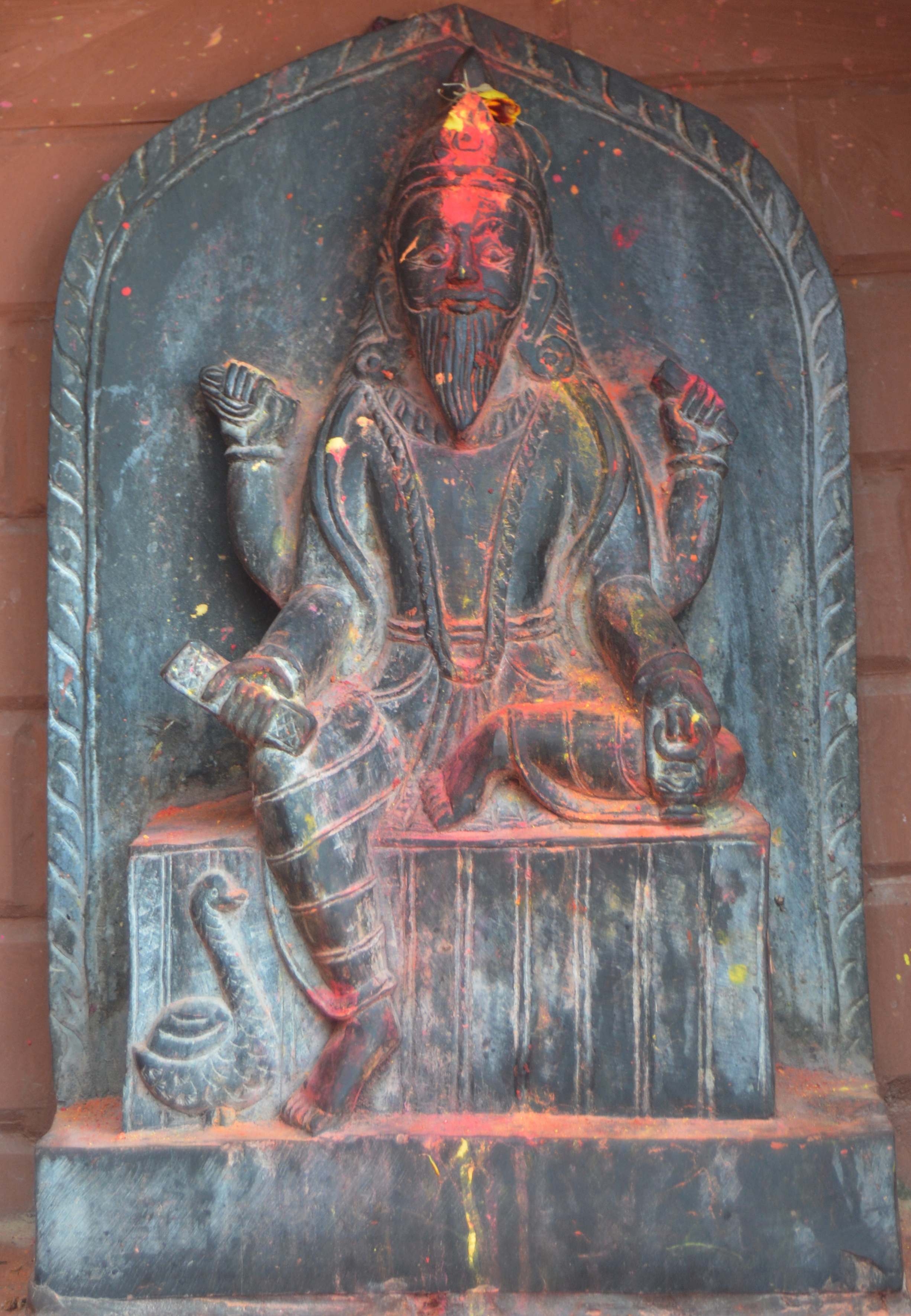
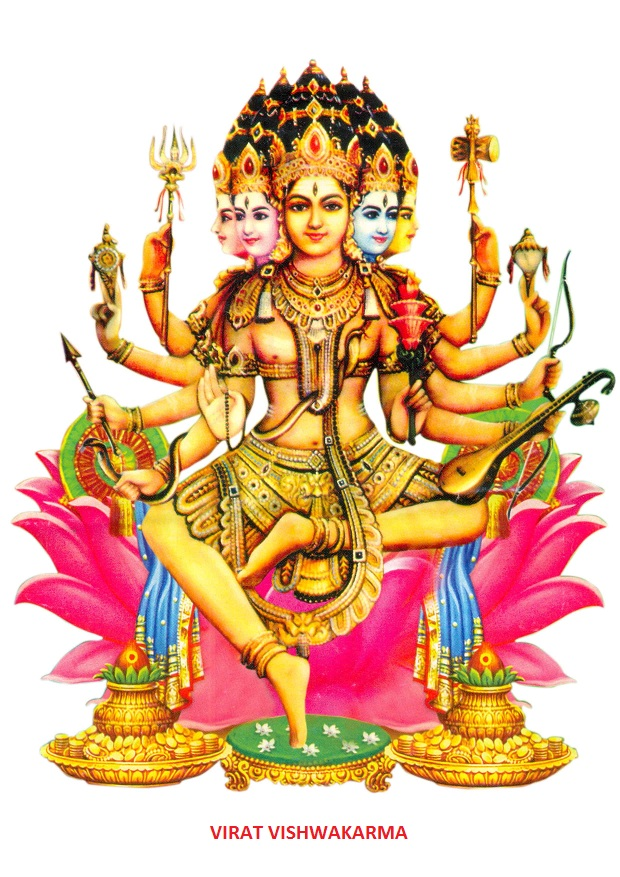
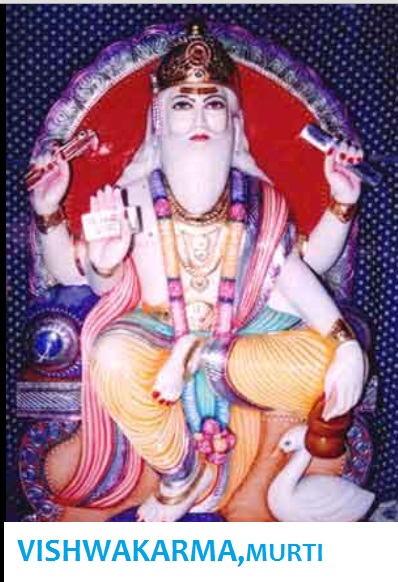
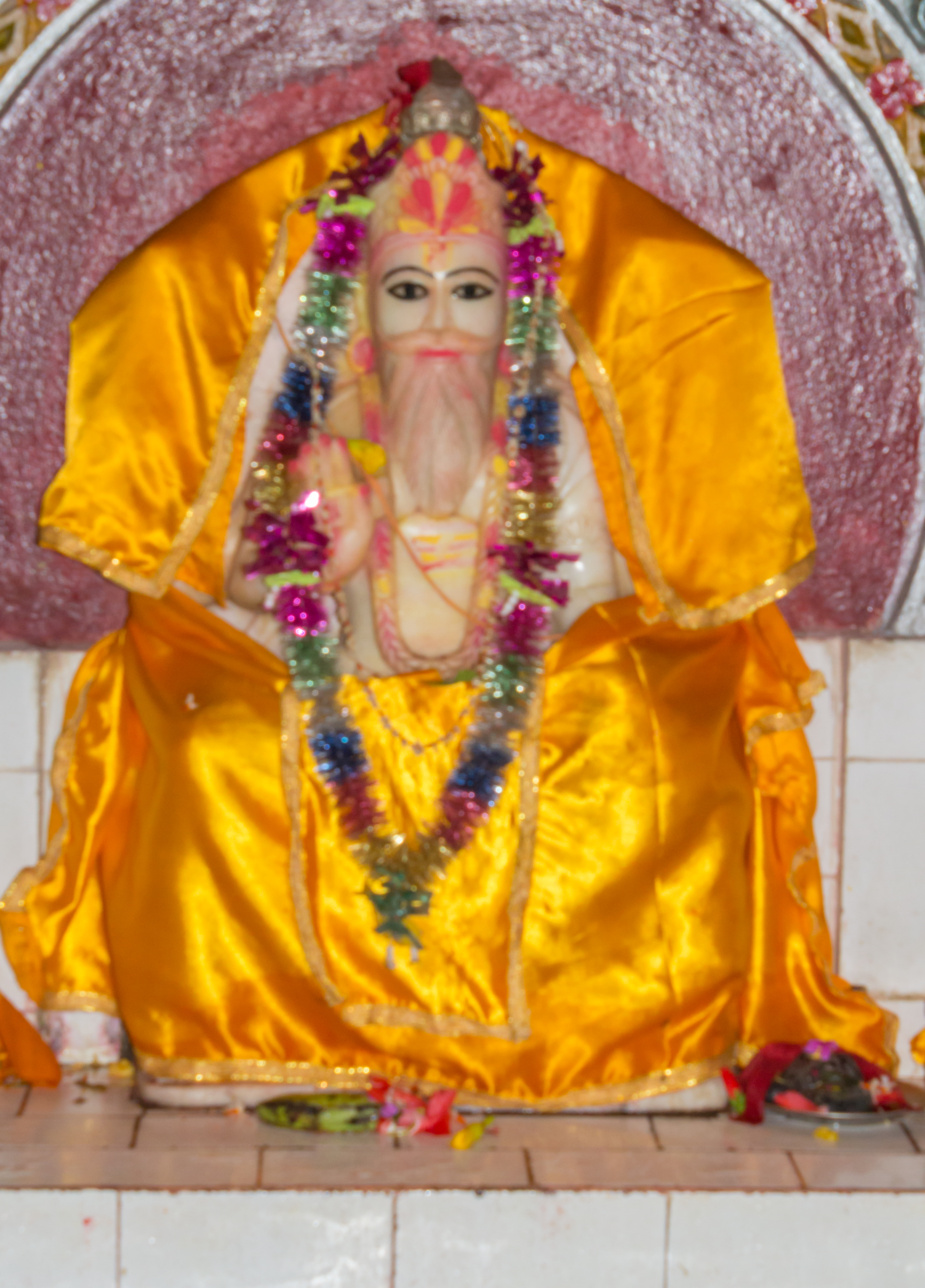
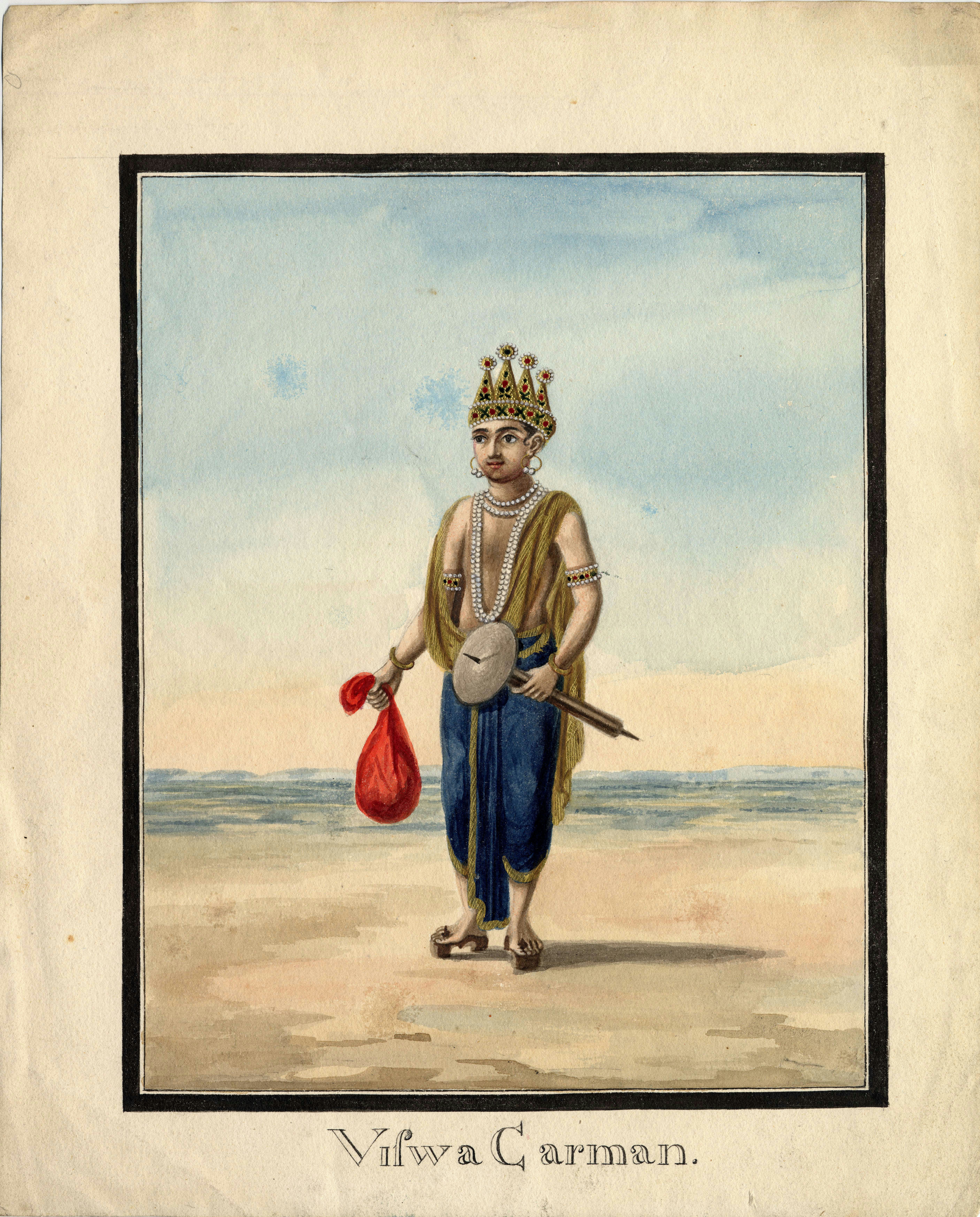